# At a Quarter of Two
At a Quarter of Two è un cortometraggio muto del 1911 diretto da Thomas H. Ince e interpretato da Mary Pickford e King Baggot.

## Produzione
Il film fu prodotto dall'Independent Moving Pictures Co. of America (IMP).

## Distribuzione
Il film - un cortometraggio in una bobina - uscì nelle sale statunitensi il 13 luglio 1911, distribuito dalla Motion Picture Distributors and Sales Company. Non si conoscono copie ancora esistenti della pellicola che viene considerata presumibilmente perduta; alcuni frammenti si trovano negli archivi della Library of Congress, acquisiti nel 1995.

### Date di uscita
IMDb
- USA 13 luglio 1911

Alias
- A Quarter After Two USA (titolo alternativo)
- At a Quarter to Two USA (titolo alternativo)
- Mr. Burglar, M.D. USA (titolo riedizione)